# Gymnázium Litoměřická
Gymnázium Litoměřická je střední škola v Praze, která se nachází v jižní části sídliště Prosek. Je partnerskou školou Přírodovědecké a Pedagogické fakulty Univerzity Karlovy.

## Historie
Do nově postavené školní budovy se roku 1973 přestěhovalo z čakovického zámku gymnázium založené roku 1953 ve staré čakovické škole (v zámku sídlilo od roku 1964). Několik let v budově na Proseku z důvodu rekonstrukce jejich školní budovy do roku 1982 sídlilo také Gymnázium Hellichova (Gymnázium Jana Nerudy).
Roku 1997 byla škola zařazena do sítě škol s názvem Gymnázium. Má kapacitu 660 žáků a v průběhu let ji absolvovalo již 22 000 studentů.
Gymnázium se chlubí 99% úspěšností přijetí absolventů na VŠ.

## Zaměření
Ve veřejnoprávním gymnáziu s jednadvaceti třídami studuje 660 studentů. Studium je buď čtyřleté, nebo osmileté, oba typy studia probíhají podle školního vzdělávacího programu.

### Budova

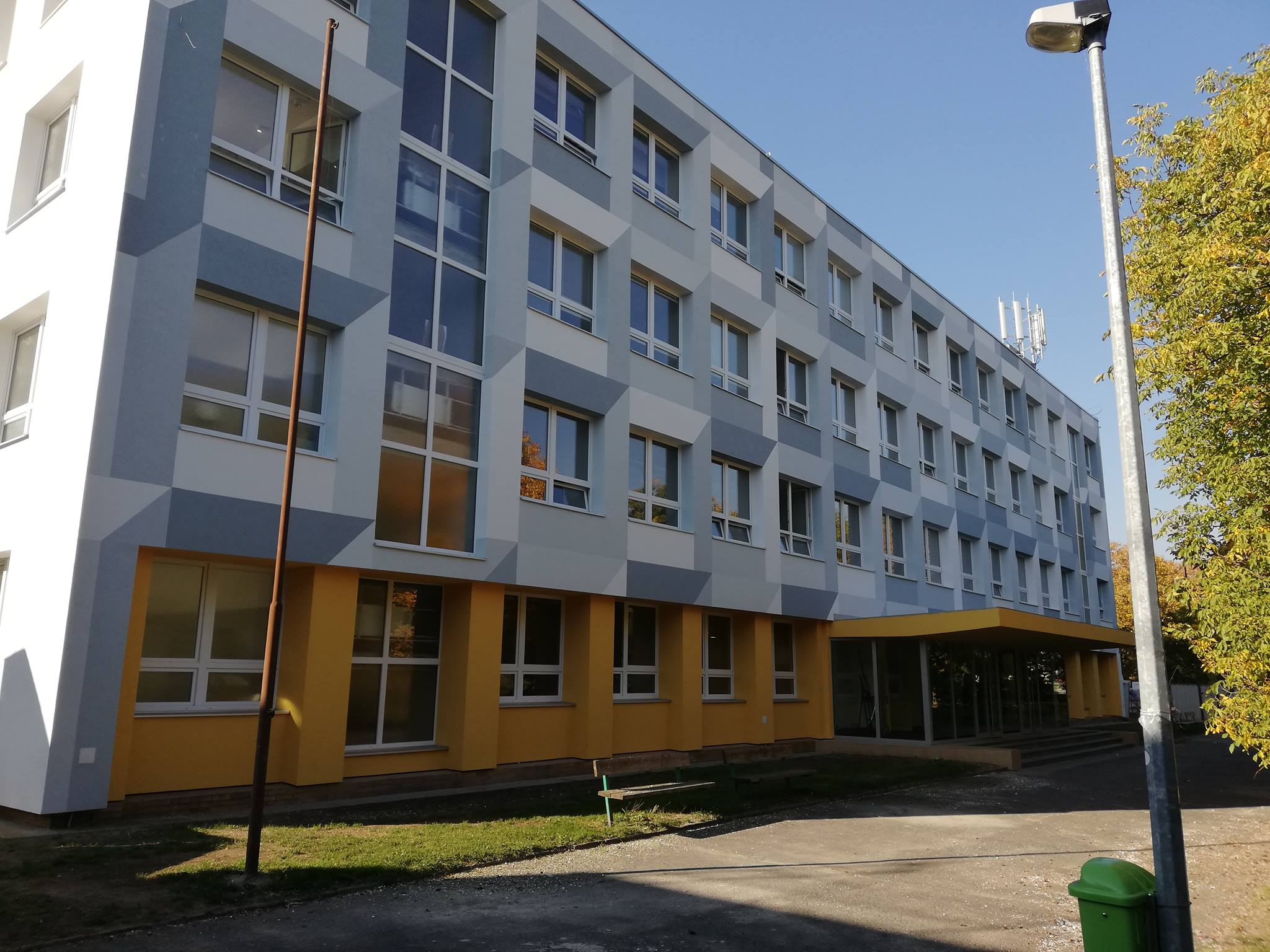
Renovovaná budova gymnázia Litoměřická

Škola je zařízena speciální multimediální učebnou a biologickou laboratoří, která je vybavena šestnácti samostatnými pracovními místy pro biochemické pokusy. Jsou zde k dispozici sbírky hornin a minerálů a soubory mikropreparátů pro botaniku, zoologii i biologii. Dalšími odbornými učebnami jsou laboratoře chemie a fyziky, vybavené počítači a vybavené pro pokusy žáků. Ve škole je dále knihovna, jídelna a školní bufet.

### Sportoviště
Studenti mají k dispozici hřiště s umělou trávou pro odbíjenou, basketbal a malou kopanou o rozloze 40x20 metrů. Je zde stadion s běžeckou dráhou dlouhou 250 metrů pokrytou umělým povrchem a s rovinkou o délce 130 metrů. Sportoviště dále má hřiště s umělým povrchem pro malou kopanou a tři kurty pro tenis a odbíjenou s možností využít je pro basketbal. Součástí je i sektor pro skok vysoký a daleký s umělým povrchem a sektor pro vrh koulí. Nově byla vybudována další hřiště a kurty společně s dvěma tělocvičnami nacházející se ve vlastní budově.

## Učitelé a absolventi

### Učitelé
- Ludmila Freiová
- Jitka Neradová

### Absolventi
- Vladimír Balaš
- Kateřina Brožová
- David Cajthaml
- Karel Dobrý
- Václav Klaus mladší
- Petra Kolínská
- Petr Reček